# فيل كيلي
فيل كيلي (بالإنجليزية: Phil Kelly)‏ (10 يوليو 1939 بدبلن في جمهورية أيرلندا - 16 أغسطس 2012 بنورتش في جمهورية أيرلندا) هو لاعب كرة قدم أيرلندي في مركز الدفاع. شارك مع منتخب جمهورية أيرلندا لكرة القدم. أما مع النوادي، فقد لعب مع نورويتش سيتي ووولفرهامبتون واندررز ولوستوفت تاون ‏.

## وصلات خارجية
- فيل كيلي على موقع قاعدة بيانات كرة القدم.إي يو (الإنجليزية)
- فيل كيلي على موقع ناشيونال فوتبول تيمز (الإنجليزية)